# Štefanovce (powiat Vranov nad Topľou)
Štefanovce – wieś (obec) na Słowacji położona w kraju preszowskim, w powiecie Vranov nad Topľou. Pierwsze wzmianki o miejscowości pochodzą z roku 1473.
Według danych z dnia 31 grudnia 2012, wieś zamieszkiwało 114 osób, w tym 61 kobiet i 53 mężczyzn.
W 2001 roku pod względem narodowości i przynależności etnicznej 97,35% mieszkańców stanowili Słowacy, a 1,77% Czesi.
Ze względu na wyznawaną religię w 2001 roku 31,86% mieszkańców było katolikami rzymskimi, a 68,14% grekokatolikami.